# Tigranella vieui
Tigranella vieui är en skalbaggsart som beskrevs av Stefan von Breuning 1965. Tigranella vieui ingår i släktet Tigranella och familjen långhorningar.
Artens utbredningsområde är Madagaskar. Inga underarter finns listade i Catalogue of Life.